# 狭霧台
狭霧台（さぎりだい）とは、大分県由布市湯布院町川上野々草にある展望台である。

## 概要
別府から湯布院に向かう途中のやまなみハイウェイの左手に隣接する。由布院盆地や湯布院の街並みを一望できる展望台として観光客の間でも人気が高い。駐車場が整備されており、売店、自動販売機、トイレもある。また狭霧台付近では毎年、牛喰い絶叫大会が行われている。湯布院の町が標高約４５０ｍなのに対し狭霧台は標高６８０ｍである。幻想的な朝霧が立ち込める光景で有名であり、撮影ファンが多く訪れる。朝焼けや夕日が美しく初日の出スポットとしても人気が高い。

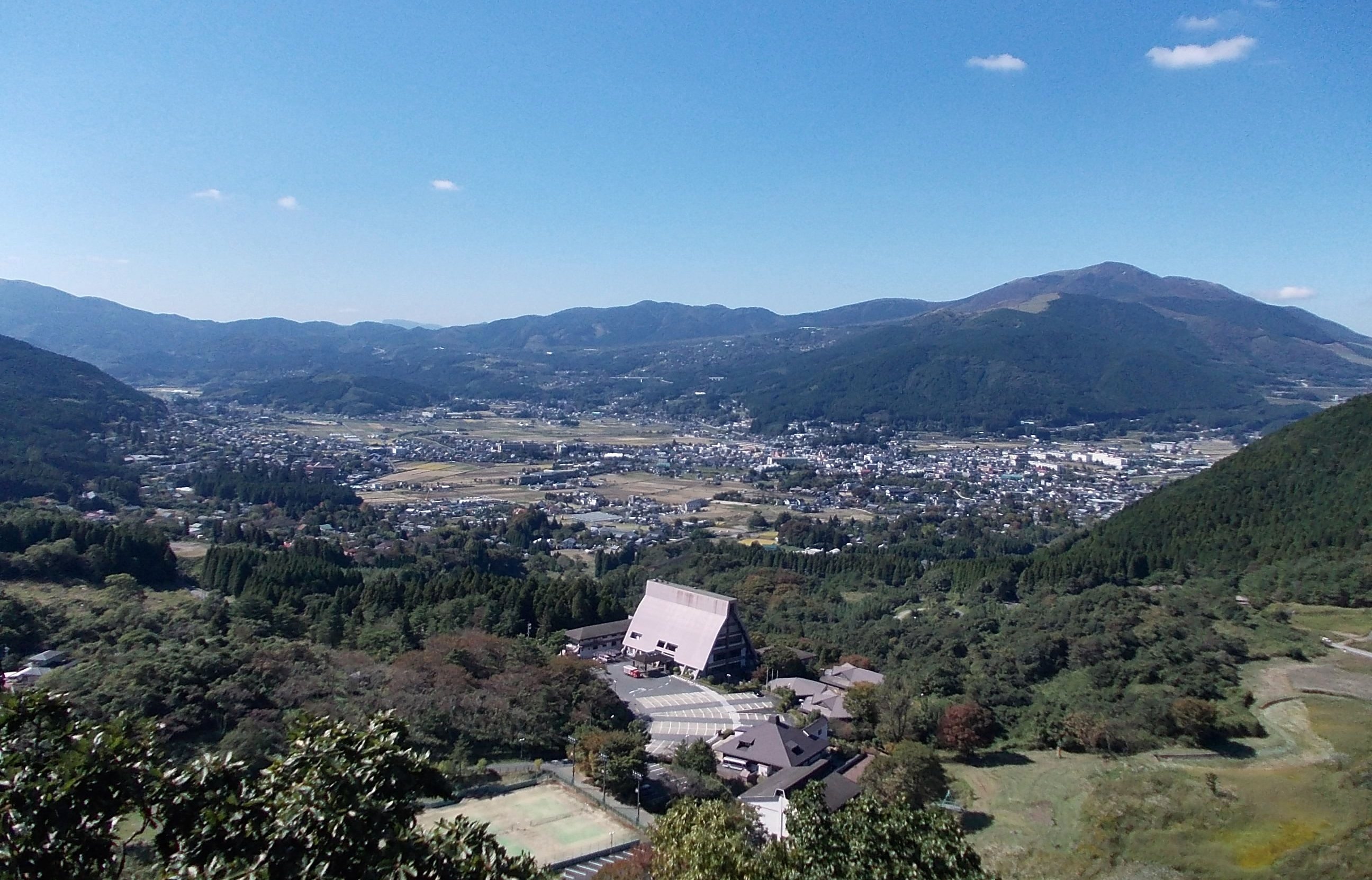
狭霧台から湯布院の街並みを一望
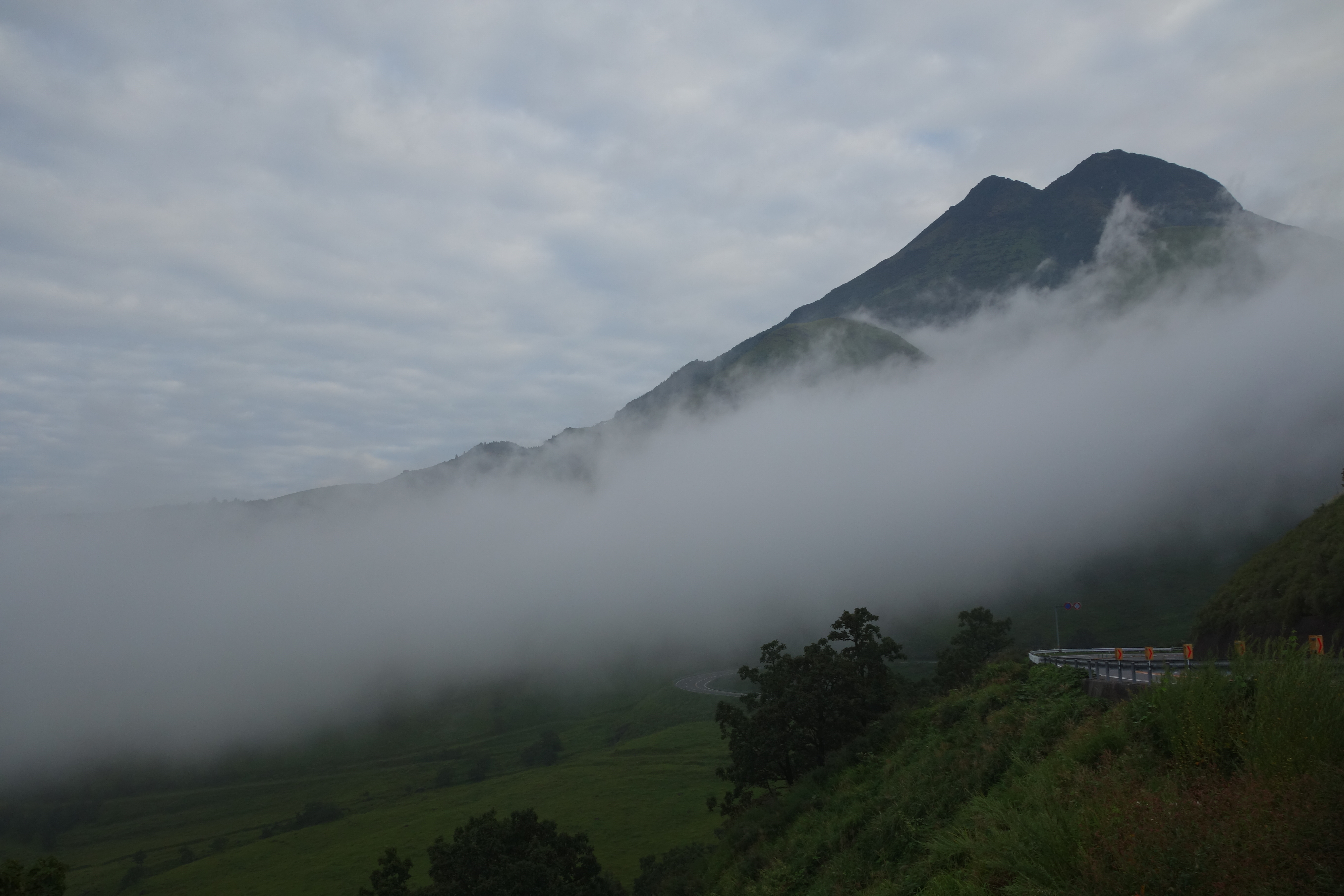
狭霧台からの由布岳
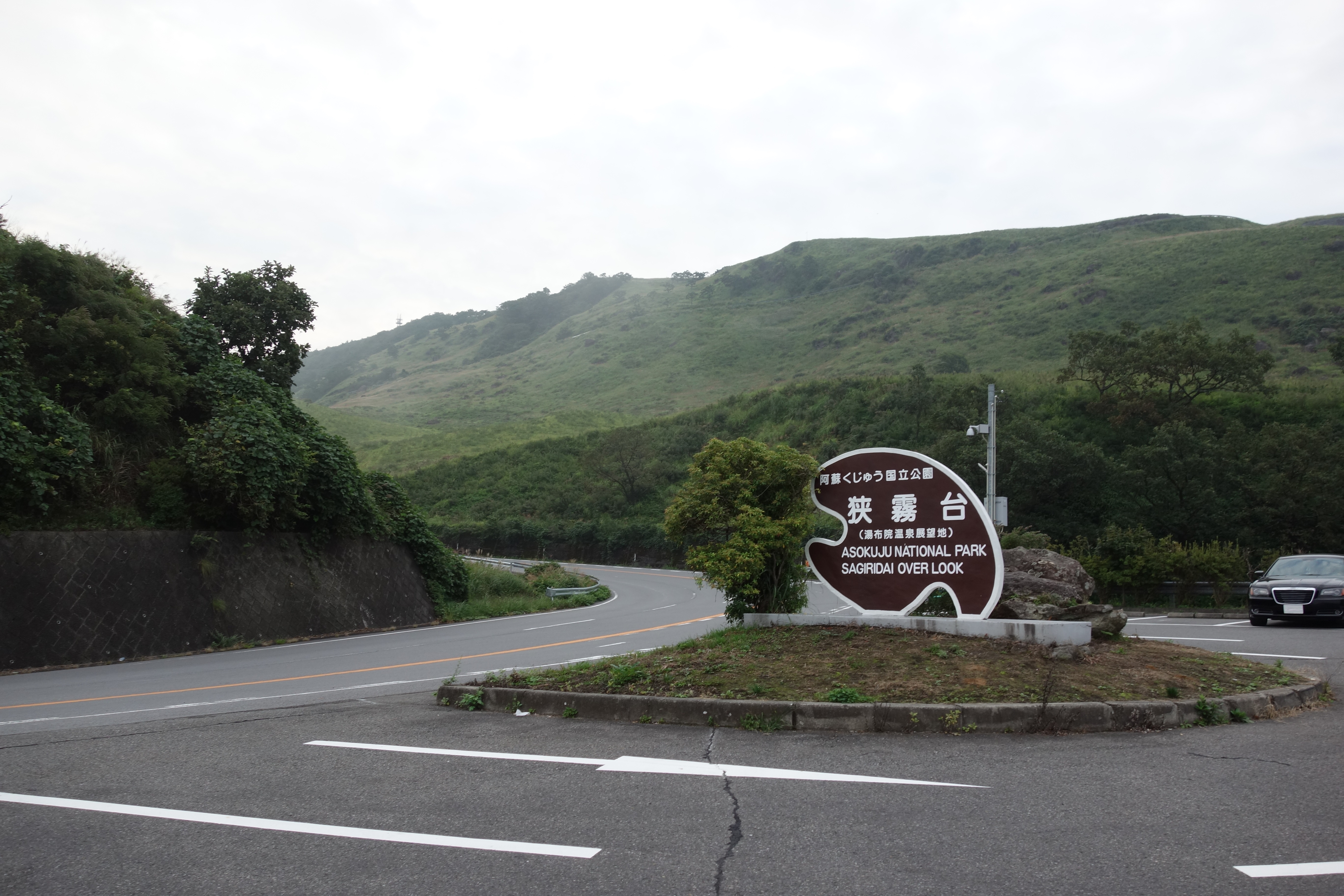
狭霧台駐車場